# Lymari Nadal Torres
Lymari Nadal Torres (Ponce, 11 de febrer de 1978) és una actriu porto-riquenya, productora i guionista. Ha participat en les pel·lícules American Gangster i Battlestar Galactica. El 2011, va produir la seva pròpia pel·lícula, Amèrica, de la que fou també la seva guionista.
Nadal Torres va néixer a Ponce, Puerto Rico filla de Daniel Nadal i Anaida Torres. Va graduar-se a l''institut Academia Santa María. Va rebre el seu primer grau universitari del Pontifícia Universitat Catòlica de Puerto Rico. El 2001 es va  traslladar a Los Angeles, Califòrnia, i el 2002 es va casar amb el director i actor Edward James Olmos.

## Filmografia
És coneguda pel seu paper com la muller de Lucas Franc en la pel·lícula American Gangster.
| Pel·lícula                   | Any  | Personatge    |
| ---------------------------- | ---- | ------------- |
| Família americana            | 2002 | Linda         |
| Battlestar Galactica         | 2003 | Giana         |
| Ladrones y Mentirosos        | 2006 | Marisol       |
| American Gangster            | 2007 | Eva           |
| Battlestar Galactica: El Pla | 2009 | Giana O'Neill |
| Amèrica                      | 2011 | Amèrica       |